# Cophixalus biroi
Cophixalus biroi és una espècie de granota que viu a Papua Nova Guinea i Indonèsia.